# سیارک ۸۹۴
سیارک ۸۹۴ (به انگلیسی: 894 Erda، نامگذاری:1918DT) هشتصد و نود و چهارمین سیارک کشف شده‌است که در ۴ ژوئن ۱۹۱۸ و در هایدلبرگ کشف شد.
قدر مطلق سیارک برابر ۹٫۴۰ است.